# Hohehahn
Hohehahn ist der Name eines Naturschutzgebietes in der Stadt Wittmund im Landkreis Wittmund.
Das Naturschutzgebiet mit dem Kennzeichen NSG WE 124 ist 8,5 Hektar groß. Es dient dem Schutz einer Graureiherkolonie am Rande eines Birkenbruchs im Staatsforst Hohehahn. Das Naturschutzgebiet liegt südwestlich von Wittmund an der Bundesstraße 210.
Das Gebiet steht seit dem 31. Januar 1978 unter Naturschutz. Zuständige untere Naturschutzbehörde ist der Landkreis Wittmund.